# Avellaneda (Hiszpania)
Avellaneda – gmina w Hiszpanii, w prowincji Ávila, w Kastylii i León, o powierzchni 10,23 km². W 2011 roku gmina liczyła 30 mieszkańców.